# Venezuela op de Olympische Zomerspelen 2000
Venezuela nam naar deel aan de Olympische Zomerspelen 2000 in Sydney, Australië. 

## Deelnemers en resultaten
(m) = mannen, (v) = vrouwen

### Atletiek
- Carlos Tarazona
- José Alejandro Semprún
- José Peña
- Hely Ollarves
- Juan Alberto Morillo
- José Carabalí

### Boksen
- Hely Yánes
- José Luís Varela
- Patriz López
- Nehomar Cermeño

### Gewichtheffen
- Julio César Luna
- Karla Fernández

### Gymnastiek
- Arlen Lovera

### Judo
- Ludwig Ortíz
- Hermágoras Manglés
- Eduardo Manglés
- Luis René López
- Luís Gregorio López
- Xiomara Griffith
- Jackelin Díaz
- Reiver Alvarenga

### Schermen
- Carlos Rodríguez

### Schietsport
- María Gabriela Franco
- Felipe Beuvrín

### Schoonspringen
- Luis Villarroel
- Ramón Fumadó
- Alejandra Fuentes

### Synchroonzwemmen
- Virginia Ruíz
- Jenny Castro

### Taekwondo
- Adriana Carmona

### Tafeltennis
- Fabiola Ramos
- Luisana Pérez

### Tennis
- Jimy Szymanski
- Milagros Sequera
- José Antonio de Armas

### Triatlon
- Gilberto González

### Wielersport
- Omar Enrique Pumar
- Carlos Alberto Moya
- Alexis Méndez
- Daniela Larreal
- Manuel Guevara

### Worstelen
- Eddy Bartolozzi
- Rafael Barreno

### Zeilen
- Yamil Saba

### Zwemmen
- Carlos Santander
- Francisco Sánchez
- Oswaldo Quevedo
- Ricardo Monasterio
- Francisco Páez

Albanië · Algerije · Amerikaanse Maagdeneilanden · Amerikaans-Samoa · Andorra · Angola · Antigua en Barbuda · Argentinië · Armenië · Aruba · Australië · Azerbeidzjan · Bahama's · Bahrein · Bangladesh · Barbados · België · Belize · Benin · Bermuda · Bhutan · Bolivia · Bosnië en Herzegovina · Botswana · Brazilië · Britse Maagdeneilanden · Brunei · Bulgarije · Burkina Faso · Burundi · Cambodja · Canada · Centraal-Afrikaanse Republiek · Chili · China · Chinees Taipei · Colombia · Comoren · Congo-Brazzaville · Congo-Kinshasa · Cookeilanden · Costa Rica · Cuba · Cyprus · Denemarken · Djibouti · Dominica · Dominicaanse Republiek · Duitsland · Ecuador · Egypte · El Salvador · Equatoriaal-Guinea · Eritrea · Estland · Ethiopië · Fiji · Filipijnen · Finland · Frankrijk · Gabon · Gambia · Georgië · Ghana · Grenada · Griekenland · Groot-Brittannië · Guam · Guatemala · Guinee · Guinee‑Bissau · Guyana · Haïti · Honduras · Hongarije · Hongkong · Ierland · IJsland · India · Indonesië · Irak · Iran · Israël · Italië · Ivoorkust · Jamaica · Japan · Jemen · Joegoslavië · Jordanië · Kaaimaneilanden · Kaapverdië · Kameroen · Kazachstan · Kenia · Kirgizië · Koeweit · Kroatië · Laos · Lesotho · Letland · Libanon · Liberia · Libië · Liechtenstein · Litouwen · Luxemburg · Macedonië · Madagaskar · Malawi · Malediven · Maleisië · Mali · Malta · Marokko · Mauritanië · Mauritius · Mexico · Micronesië · Moldavië · Monaco · Mongolië · Mozambique · Myanmar · Namibië · Nauru · Nederland · Nederlandse Antillen · Nepal · Nicaragua · Nieuw-Zeeland · Niger · Nigeria · Noord-Korea · Noorwegen · Oeganda · Oekraïne · Oezbekistan · Oman · Oostenrijk · Pakistan · Palau · Palestina · Panama · Papoea-Nieuw-Guinea · Paraguay · Peru · Polen · Portugal · Puerto Rico · Qatar · Roemenië · Rusland · Rwanda · Saint Kitts en Nevis · Saint Lucia · Saint Vincent en Grenadines · Salomonseilanden · Samoa · San Marino ·  Sao Tomé en Principe · Saoedi-Arabië · Senegal · Seychellen · Sierra Leone · Singapore · Slovenië · Slowakije · Soedan · Somalië · Spanje · Sri Lanka · Suriname · Swaziland · Syrië · Tadzjikistan · Tanzania · Thailand · Togo · Tonga · Trinidad en Tobago · Tsjaad · Tsjechië · Tunesië · Turkije · Turkmenistan · Uruguay · Vanuatu · Venezuela · Verenigde Arabische Emiraten · Verenigde Staten · Vietnam · Wit-Rusland · Zambia · Zimbabwe · Zuid-Afrika · Zuid-Korea · Zweden · Zwitserland · Individuele olympische atleten